# Kercsi-szoros

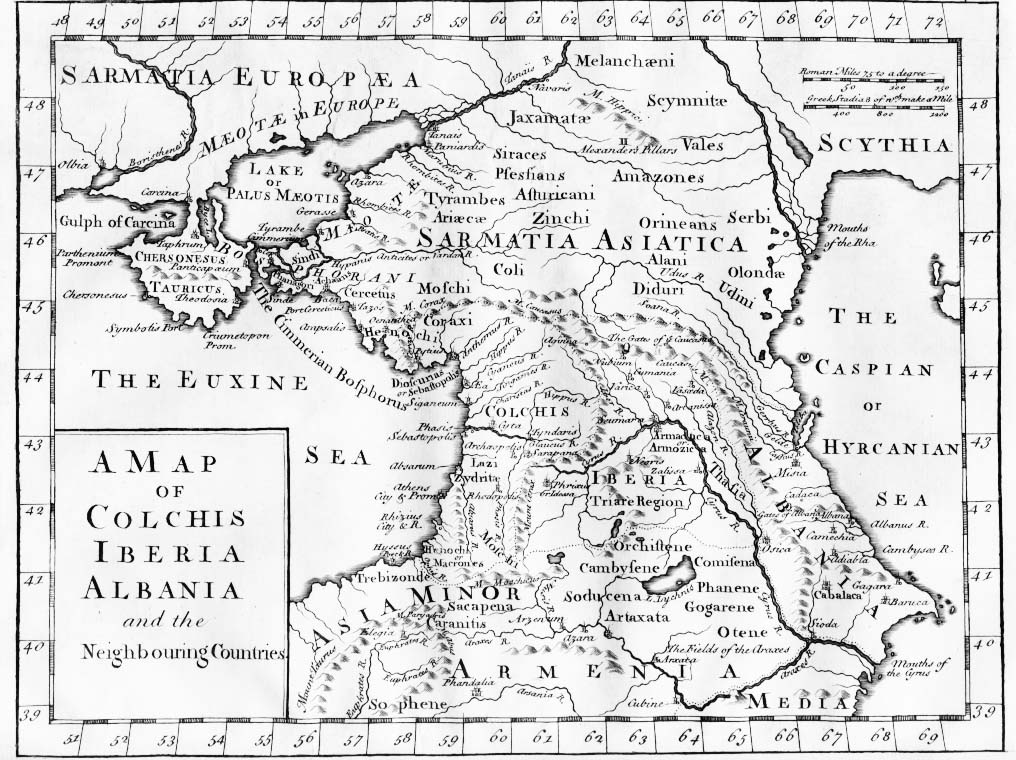
A Fekete-tenger keleti része egy 1770-es térképen

A Kercsi-szoros (oroszul Ке́рченский проли́в, ukránul Керченська протока, krími tatár nyelven Keriç boğazı) a Fekete-tengert és az Azovi-tengert köti össze. A szoros nyugati partját a Krím Kercsi-félszigete, a keletit a krasznodari Tamany-félsziget alkotja. Szélessége 4,5 és 15 km között változik. Legnagyobb mélysége 18 m. Legfontosabb kikötője Kercs városa, amiről a szoros mai nevét is kapta. Az ókori görögök Kimmer Boszporusznak (Βόσπορος Κιμμέριος) nevezték, a 18 sz. és a 20. sz. eleje között Tauri-, Jenikalei- vagy Kercs-Jenikalei-szorosnak is hívták. A szoros stratégiai fontosságú Oroszország számára, mert az Azovi-tenger vízi kijárata a Fekete-tenger felé.

## Ókori említése
Hérodotosz is beszámolt róla, hogy a nomádok a befagyott tengeren keltek át a szoroson. Az i. e. 6. században a milétosziak a mai Kercs helyén Pantikapaion néven alapítottak várost, amely később a Boszporoszi Királyság fővárosa lett.
Az i. e. 2. században VI. Mithridatész pontoszi király a szoros jegén győzte le a barbárokat:
A fagy a Meótiszi tó (Azovi-tenger) szájánál bizonyos helyeken olyan kemény volt, hogy ott Mithridatész hadvezére lovas ütközetben győzte le a barbárokat, ugyanezen barbárokat nyáron, mikor a jég elolvadt, tengeri csatában gyűrte le.
Úgy mondják, hogy Mithridatész ezredese, Neoptolemosz ugyanabban a szorosban a barbárokat nyáron tengeri, télen lovas csatában győzte le.
"A Meótiszi tó bejáratát Kimmer Boszporosznak hívják. Az elején meglehetősen széles - vagy hetven stadion - és ezen a helyen kelnek át Pantikapaionból Fanagóriába, a legközelebbi ázsiai városba; de sokkal keskenyebb csatornában végződik. Ez a szoros választja el egymástól Ázsiát Európától" (VII, 4, 5).

## A második világháborútól napjainkig

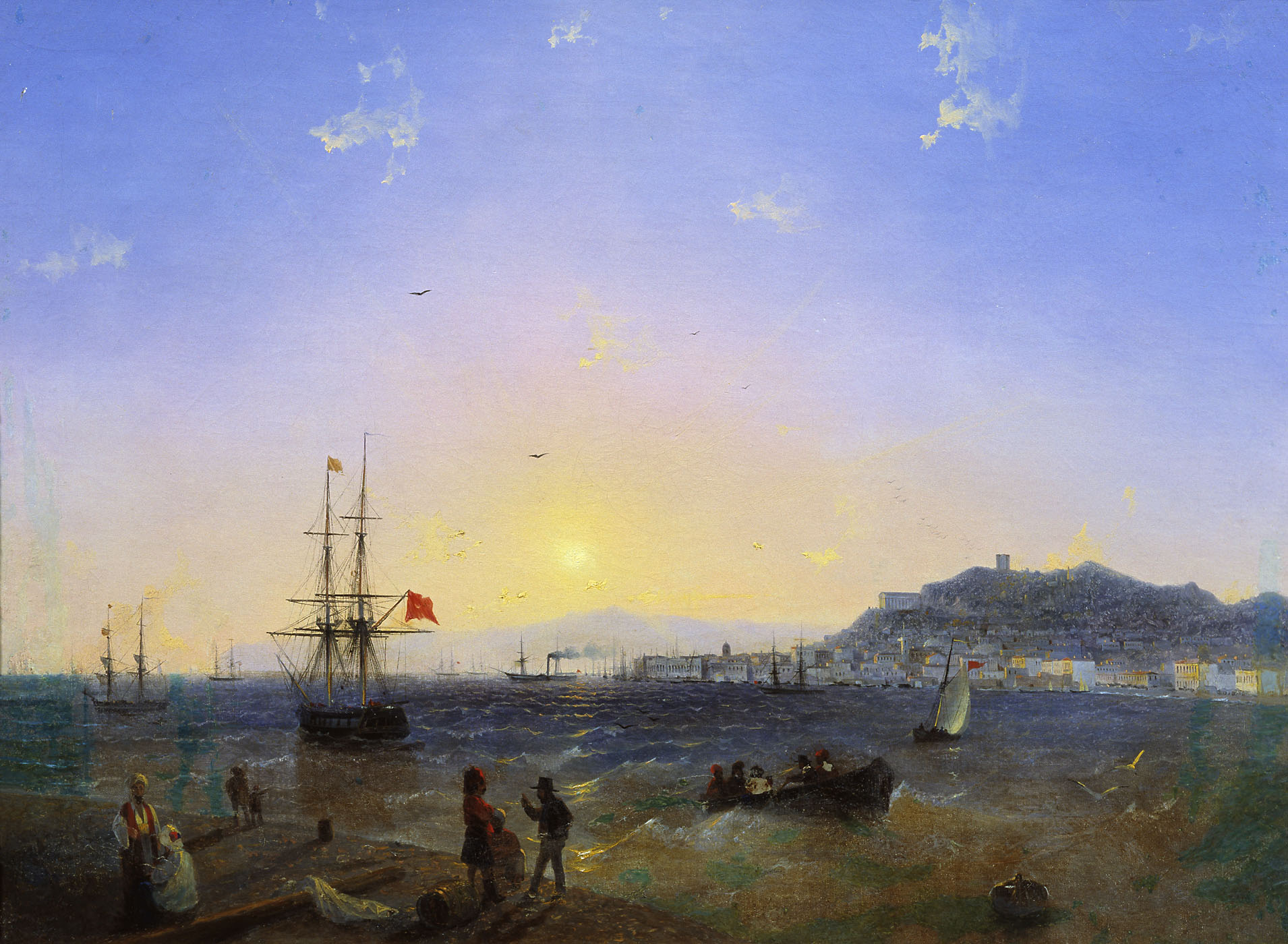
A tengerszoros Ivan Ajvazovszkij festményén

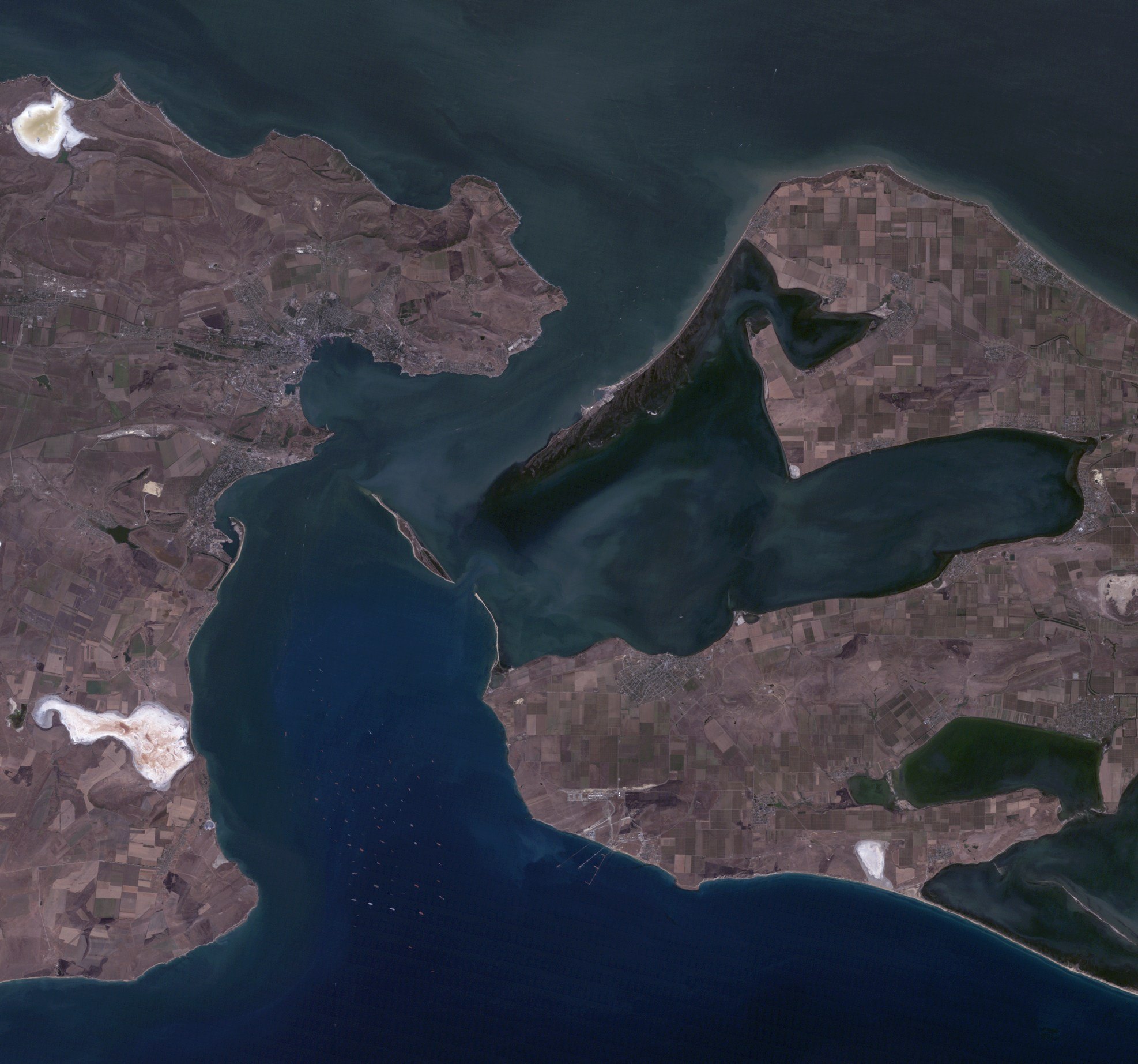
Műholdas kép a Kercsi-szorosról (2011)

A második világháború idején a németek tervezték egy híd felállítását a szoroson keresztül, de felhalmozott építőanyagaikból végül a szovjetek kezdték el a híd építését 1944 áprilisában és őszre, a „Nagy Októberi Szocialista Forradalom” 27. évfordulójára fejezték be. A zajló jég már 1945 februárjában megrongálta a híd pillérjeinek egyharmadát. A jaltai konferenciáról visszatérő szovjet delegáció vonata néhány nappal a híd szétesése előtt haladt át rajta. Ezután nem is javították meg, hanem szétbontották, hogy ne zavarja a hajózást.
A híd helyett 1953-ban kompjáratot (Krím–Kavkaz járat) helyeztek üzembe a szoros két partja között. Az 1980-as évek végére a kompok úgy elöregedtek, hogy előbb a személyszállító, majd a tehervagonok átszállítását is leállították. A következő 15 évben csak a gépkocsikat szállító kompok üzemeltek. 2004-ben átadták az új vasúti kompot, melynek avatásán Viktor Janukovics ukrán miniszterelnök és Vlagyimir Putyin orosz elnök is részt vett.
2007 őszén egy hatalmas viharban több hajó is elsüllyedt a Kercsi-szoros környékén és két tankerről kiömlő kőolaj nagy károkat okozott a szoros partjain.
Már az 1990-es évektől mind orosz, mind ukrán részről több javaslat született egy híd építésére a szoroson keresztül, de finanszírozási nehézségek miatt a megvalósításuk halasztódik.
2003-ban a két ország között területi vita robbant ki, mikor a szorosban fekvő, ukrán fennhatóságú Tuzla-szigethez orosz oldalról töltést kezdtek el építeni. A kérdést tárgyalásokkal rendezték, de Oroszország továbbra is vitatja a határvonal pontos helyét, mert a szovjet időkben húzott adminisztratív határ az ukrán oldalon hagyta a hajózásra alkalmas, mélyebb vizű részt.
2014-ben a krími krízis során a szoros ukrán részét orosz csapatok foglalták el és tartják megszállva a nemzetközi közvélemény tiltakozása ellenére, ellenőrzésük alatt tartva ezzel az egész szorost és annak hajóforgalmát. A szárazföldi közlekedés megteremtésére megépítették a Krími hidat ide, melyet Putyin 2018. május 15-én adott át.
2018 novemberében orosz határőrök tűzharccal elfoglaltak három ukrán hadihajót a Kercsi-szorosban. Ezt követően Ukrajna keleti területein 30 napig érvényes hadiállapotot vezettek be.
2021 áprilisában az oroszok fél évre lezárták a szorost minden külföldi hajó előtt.

## Fordítás
- Ez a szócikk részben vagy egészben  a(z)   Керченский пролив című orosz Wikipédia-szócikk ezen változatának fordításán alapul.  Az eredeti cikk szerkesztőit annak laptörténete sorolja fel. Ez a jelzés csupán a megfogalmazás eredetét és a szerzői jogokat jelzi, nem szolgál a cikkben szereplő információk forrásmegjelöléseként.